# دیوید آدریان ون دورپ
دیوید آدریان ون دورپ(به انگلیسی: David A. van Dorp) (زاده ۲۷ آوریل ۱۹۱۵ در آمستردام – درگذشته ۱۹ فوریه ۱۹۹۵ در فلاردینگن) شیمی‌دان هلندی بود.

## زندگینامه
ون دورپ از پدر و مادری هلندی با نام هندریک ون دورپ و ماریا ون دورپ به دنیا آمد و در آمستردام در رشته شیمی تحصیل کرد. وی در سال ۱۹۴۱ مدرک دکترا را برای پایان‌نامه خود با عنوان Aneurine en gistphosphatase دریافت کرد.
در سال ۱۹۴۶، زمانی که در شرکت هلندی ارگانون در اوس مشغول به کار بودند، با همکاری جوزف فردیناند آرنس (۱۹۱۴-۲۰۰۱) سنتز اسید ویتامین A را در مجله علمی نیچر منتشر کردند. در سال ۱۹۴۷، آنها اولین سنتز کامل ترکیب پیچیده ویتامین A را با برداشتن آخرین مرحله و تبدیل اسید به الکل به پایان رساندند. سنتز آنها برای تولید تجاری مورد استفاده قرار نگرفت. مسیر جایگزین که به زودی توسط اتو ایسلر (۱۹۱۰-۱۹۹۲) و همکارانش در (هوفمان-لا روش) منتشر شد، برای ابعاد صنعتی بسیار مناسب تر بود.
ون دورپ در سال ۱۹۵۹ به آزمایشگاه تحقیقاتی یونیلور در فلاردینگن پیوست و یکی از افراد کلیدی در مطالعات مربوط به نقش آراشیدونیک اسید در مسیر متابولیک پروستاگلاندین E2 با همکاری نزدیک با سونه کی. بریسترم بود که بعداً به دلیل کارهایش بر روی پروستاگلاندین‌ها، جایزه نوبل دریافت کرد.
وی در سال ۱۹۷۳ به عضویت آکادمی سلطنتی هنر و علوم هلند درآمد.